# Küstenmeer

Seerechtliche Zonen nach dem Seerechtsübereinkommen (SRÜ). (Die Basislinie bildet die Küstenlinie bei Niedrigwasser, die Abbildung stellt den Stand bei Hochwasser dar.)

Als Küstenmeer wird nach Seerechtsübereinkommen (SRÜ) ein an die Landfläche eines Küstenstaates angrenzender Meeresstreifen bezeichnet, in dem der Küstenstaat volle Souveränität ausübt (Hoheitsgewässer, Territorialgewässer). Es gilt auch Seevölkerrecht. Die seewärtige Grenze des Küstenmeeres entspricht auch der Seezollgrenze.

## Abgrenzung und Geschichte
Die Breite des Küstenmeers darf jeder Staat bis zu einer Grenze von höchstens 12 Seemeilen von der Basislinie festlegen. Eine Besonderheit besteht laut Art. 12 Seerechtsübereinkommen für Reeden: Demnach dürfen „Reeden, die üblicherweise zum Laden, Entladen und Ankern von Schiffen dienen, in das Küstenmeer einbezogen werden, wenn sie ganz oder teilweise außerhalb der seewärtigen Grenze des Küstenmeers gelegen wären“. 

### Drei-Meilen-Zone
Die Frage der Freiheit der Meere war zu Beginn der Neuzeit umstritten. Der Niederländer Hugo Grotius sprach sich 1609 für die Freiheit der Meere aus, der Engländer John Selden vertrat dagegen die These, dass die Meere in Interessenssphären aufgeteilt werden können, von deren Nutzung man Dritte ausschließen könnte. Einen vermittelnden Standpunkt, mehr an der praktischen Durchsetzbarkeit als einer theoretischen Erörterung orientiert, vertrat schließlich Cornelis van Bynkershoek, womit er sich durchsetzen konnte: Die Geltung des Rechts ist nur durchsetzbar, wenn der Staat auch die Möglichkeit hat, innerhalb der Hoheitsgewässer gegen Rechtsbrecher erfolgreich vorzugehen. Ursprünglich orientierte sich die Breite der Hoheitsgewässer an der Kontrollierbarkeit mit Geschützfeuer von Land aus (nach der Überlegung potestatem terrae finiri, ubi finitur armorum vis, übersetzt etwa: Die territoriale Souveränität endet dort, wo die Kraft der Waffen endet). So einigte man sich auf die ungefähre Weite eines Kanonenschusses mit einheitlich drei Seemeilen (3 sm × 1,852 km/sm = 5,556 km). So entstand die Drei-Meilen-Zone. Der restliche Teil der Weltmeere galt als internationales Gewässer.
Uneingeschränkt gilt beispielsweise die deutsche Seeschifffahrtsstraßen-Ordnung nur in der Drei-Meilen-Zone (siehe § 1 SeeSchStrO).

### Sechs-Meilen-Zone
Die Sechs-Meilen-Zone (gut 11 km) wurde beispielsweise von Griechenland und der Türkei ausgerufen (vergl. Griechisch-türkische Streitigkeiten in der Ägäis).

### Zwölf-Meilen-Zone
1921 beanspruchte die Sowjetunion eine Ausdehnung der Drei-Meilen-Zone auf 12 sm (etwa 22 km). Ihr folgten später andere Staaten, beispielsweise Island und Dänemark (für die Färöer-Inseln) seit 1958 für die Fischereigrenze. Auf den ersten beiden UN-Seerechtskonferenzen in Genf (1958 und 1960) kam es diesbezüglich zu keiner Einigung. Das am 29. April 1958 geschlossene Übereinkommen über das Küstenmeer und die Anschlusszone regelte die Materie, ohne sich auf eine Breite festzulegen, begrenzte allerdings die Anschlusszone auf maximal 12 sm von der Basislinie.
Eine völkerrechtliche Regelung brachte erst das Seerechtsübereinkommen (SRÜ) der UN vom 10. Dezember 1982; hier wird festgelegt, dass Küstenstaaten das Recht haben, ihre Hoheitsgewässer auf bis zu 12 sm auszudehnen. Zu beachten ist in diesem Zusammenhang, dass z. B. die USA das SRÜ bisher nicht unterzeichnet haben.

## Rechtsstatus
Das Küstenmeer zählt zum Staatsgebiet des Küstenstaates (Art. 2 und 3 SRÜ). Der Küstenstaat besitzt souveräne Hoheitsrechte im Küstenmeer, das heißt, hier gilt das nationale Recht des jeweiligen Küstenstaates; insbesondere auf dem Gebiet der Gefahrenabwehr (Schifffahrtspolizei), des Umweltrechtes und der Strafverfolgung. Diese können gegenüber Schiffen aller Flaggen – mit Ausnahme von Kriegsschiffen – geltend gemacht und durchgesetzt werden. Einschränkungen in den Hoheitsrechten des Küstenstaates bestehen nach SRÜ in folgenden Punkten:
- die Hoheitsgewalt des Küstenstaates muss in Übereinstimmung mit völkerrechtlichen Verpflichtungen ausgeübt werden
- Recht der friedlichen Durchfahrt (SRÜ Art. 17)

## Situation in Deutschland
Die Bundesrepublik Deutschland hat mit Proklamation vom 11. November 1994 die Breite des Küstenmeeres in der Nordsee auf 12 sm festgelegt. In der Ostsee ist die Festlegung auf ein 12 sm breites Küstenmeer für die Anliegerstaaten aus topografischen Gründen nicht möglich; hier wird die seewärtige Grenze des Küstenmeeres durch geografische Koordinaten festgelegt, die zum Teil deutlich weniger als 12 sm von der Küstenlinie bzw. der Basislinie entfernt ist.
Die seitliche Abgrenzung des deutschen Küstenmeeres ist gegenüber den Niederlanden und Dänemark bisher nicht formell festgelegt. Gegenüber Polen verweist der Vertrag zwischen Deutschland und Polen über die Bestätigung der zwischen ihnen bestehenden Grenze vom 14. November 1990 auf den Vertrag zwischen der DDR und Polen über die Abgrenzung der Seegebiete in der Oderbucht vom 22. Mai 1989.
Auf Grundlage des Art. 12 SRÜ wurde auch die Tiefwasserreede in der Deutschen Bucht 30 Kilometer westlich von Helgoland zum Bestandteil des Küstenmeeres erklärt.
Genauer sind Küstenmeer, Basislinien und ausschließliche Wirtschaftszonen in den 1994 vom Bundesamt für Seeschifffahrt und Hydrographie herausgegebenen Seegrenzkarten 2920 (Nordsee) und 2921 (Ostsee) dargestellt.